# 岡元行人
岡元 行人（おかもと ゆきと、1964年〈昭和39年〉4月19日 - ）は、青森県の政治家、社会企業家。一般財団法人地域社会課題解決研究所、代表理事。

## 経歴

### 生い立ち
1964年4月19日、青森県弘前市に生まれる。弘前市立第二中学校では野球部に所属し、青森県立弘前実業高等学校商業科に進学後は生徒会長を務める。卒業後は家業の木材業に従事しつつ、地域の青年活動にも関わり、地域社会や行政への関心を深めた。28歳頃、青年活動を通じて若者の意見が行政に反映されにくいことに疑問を感じ、自らがその役割を担うことを決意し、政治に関心を抱くようになった。

### 弘前市議会議員時代
1995年、31歳の時に弘前市議会議員選挙に出馬し、2803票を獲得して7位で初当選。最年少の候補者として出馬し、2期8年間にわたり市議会議員を務めた。任期中は、地域経済や教育、福祉に関する政策に取り組み、弘前市の活性化を目指した。特に、若者の意見を行政に反映させるための活動に注力した。

### 青森県議会議員時代
2003年、弘前・西目屋選挙区から青森県議会議員選挙に出馬し、1位当選。その後、5期連続で当選し、約20年間にわたり県議会議員として活動。農林水産業や観光産業の振興に注力し、特に農産物の販路拡大に取り組んだ。地域の観光資源を活かしたツーリズムやインフラ整備にも携わり、商工労働観光エネルギー委員会や建設常任委員会の委員長などを歴任。産・官・学連携型プロジェクトにも関与した。

#### 役職歴
- 青森県監査委員
- 議会改革検討委員会副委員長
- 商工労働観光エネルギー委員会委員長
- 議会運営委員会副委員長
- 決算特別委員会委員長
- 建設常任委員会委員長
- 議会運営委員長を歴任。

#### 地域での役職（元職含む）
青森ベトナム交流協会顧問 / NPO法人青森県環境パートナーシップセンター監事 / 行政書士会顧問 / 津軽地区建物管理事業協同組合顧問 / 弘前市体育協会顧問 / 弘前露店商業組合顧問 / 弘前アイス組合顧問 / 青森県ビリヤード協会名誉会長 / チャレンジヒルクライム岩木山大会長 / 鷹揚旗中学校選抜剣道大会顧問 / 白寿園カップ大会長（サッカー大会） / スタミナカップ大会長（サッカー大会）

### 社会起業家としての活動
2023年に青森県議会議員を引退した後、一般財団法人地域社会課題解決研究所を設立し、代表理事に就任。地域の課題に取り組む新たなモデルの構築に携わり、地域資源を活用した持続可能なまちづくりを進めている。特に、地方創生や地域におけるマッチングプラットフォームの開発を行い、過去の政治経験やネットワークを活かして地域の発展に寄与している。

## 政策
岡元行人は、まちづくり、生業、日常生活を柱とする政策を掲げていた。これらの政策は、地域の経済活性化と持続可能な発展を目的としており、次世代に向けた社会基盤づくりに注力していた。また、地域資源の活用を通じて、住民の生活向上や地域の発展を目指す内容が中心であった。

### まちづくり
まちづくりにおいては、地域住民の生活向上と地域経済の発展を目的とし、働く場の創出に注力した。観光産業だけに依存せず、地域の自然や文化、農産物を活かしたツーリズムを推進。特に、地域資源を活用した観光客向けの仕組みや、農業関連ビジネスの振興に取り組んだ。新幹線開業後の外国人観光客誘致や、地域特産品の開発、雇用創出に関する事業も実施した。

### 生業
農業や水産業を地域の基盤産業として、次世代に引き継ぐための持続可能なモデルの確立を目指した。津軽地方の特徴的な風土と資源を活かし、特産物であるりんごや水産物の新たな販路を開拓することで、地域の生産者に安定した収入をもたらすことを重視。特に、りんごや水産物を輸出戦略商品として位置づけ、ベトナムや東南アジア市場への進出を進め、外貨獲得を目指した。また、地域内で生産された食品を地域の医療施設や福祉施設に供給する仕組みを提案するなど、域内循環経済の確立を目指した。

### 日常生活
日常生活
政策の一環として、子育て支援や女性の働きやすい環境整備に取り組み、出産・育児後の復職支援や保育施設の拡充を推進した。さらに、公共施設の利用料減免や育児休業制度の整備を通じ、家族が安心して子育てできる環境を整備することを目指した。これらの取り組みは、地域住民の生活向上と家庭支援を目的としたものだった。

## 人物像
岡元行人は、地域社会の課題解決に取り組む政治家としての活動を展開してきた。リーダーシップの一環として、地域住民と協力しながら問題解決を目指す姿勢を持ち続けている。特に、現実的な解決策を見出すことを重視し、短期的な結果が得られるものから時間を要する問題まで対応してきた。彼の信条は、「粘り強く取り組み、あきらめない姿勢」を維持することである。